# Stalingrader Front
Die Stalingrader Front (russisch Сталинградский фронт) war ein Verband der Roten Armee während des Zweiten Weltkrieges. Sie wurde am 12. Juli 1942 erstmals aufgestellt. Diese zuerst formierte Stalingrader Front wurde am 30. September 1942 in Donfront umbenannt, während die aus der Teilung der Stalingrader Front hervorgegangene Südostfront den Namen Stalingrader Front erhielt.

## Erste Formation
Die Stalingrader Front wurde zuerst am 12. Juli 1942 auf Befehl des sowjetischen Oberkommandos aus der aufgelösten Südwestfront (Kommandoelemente der 21. Armee) sowie der 62., 63. und der 64. Armee aus der Reserve der Stawka gebildet. Nachfolgend unterstanden die 28., 38., 57., 51., 66. und 24. Armee, die 1. Garde-Armee, 1. und 4. Panzer-Armee sowie die 16. Luftarmee dem Kommando der Front. Hinzu kamen die Wolga-Flottille und die Truppen des Stalingrader Luftverteidigungskorps. Aufgrund des Vorstoßes deutscher Truppen (Unternehmen Blau) in Richtung Wolga erhielt die Stalingrader Front kurz darauf den Auftrag, den Vormarsch des Gegners am Don aufzuhalten.
Am 17. Juli 1942 stießen die Spitzen der deutschen 6. Armee auf die Vorhuten der 62. und 64. Armeen. Der hartnäckige Widerstand der Truppen der Front zwangen den Gegner seine Hauptkräfte zu entfalten, womit die Schlacht von Stalingrad begann. Aufgrund der zunehmenden Breite des Frontabschnitts (etwa 800 Kilometer) bildete die Front am 7. August 1942 die Südostfront, die wenige Tage später der Stalingrader Front unterstellt wurden. Mit Befehl vom 28. September 1942 wurde das gemeinsame Kommando der Fronten aufgehoben und kurz darauf erfolgte die Umbenennung der Stalingrader Front in Donfront.

## Zweite Formation
Die bisherige Südostfront bildete am 30. September 1942 die zweite Stalingrader Front, die bis zum 1. Januar 1943 bestand, als sie in die zweite Formation der Südfront umbenannt wurde, aus der am 20. Oktober wiederum die 4. Ukrainische Front hervorging. Zur Stalingrader Front der zweiten Formation gehörten die 28., 51., 57., 62. und 64. Armee und die 8. Luftarmee. Zu Beginn der Stalingrader Strategischen Angriffsoperation am 19. November betrug die Stärke der Front 429.000 Mann, 323 Panzer, 5.016 Geschütze und 221 Flugzeuge.

## Frontkommando
Kommandeur
- Marschall der Sowjetunion Semjon Konstantinowitsch Timoschenko (12.–22. Juli 1942)
- Generalleutnant Wassili Nikolajewitsch Gordow (22. Juli–23. August 1942)
- Generaloberst Andrei Iwanowitsch Jerjomenko (23. August–30. Dezember 1942)

Mitglied des Militärrats
- Sekretär des ZK der Ukrainischen KP N. S. Chruschtschow (12. Juli–30. Dezember 1942)

Chef des Stabes
- Generalleutnant P. I. Bodin (12.–24. Juli 1942)
- Generalmajor Dimitri Nikititsch Nikischew (24. Juli–12. September 1942)
- Generalmajor K. A. Kowalenko (12.–28. September 1942)
- Generalmajor Iwan Semjonowitsch Warennikow (28. September–30. Dezember 1942)

## Belege
1. ↑  Боевой состав Советской Армии на 1 августа 1942 г. (russisch) –  (Seite nicht mehr abrufbar. Suche in Webarchiven)
2. ↑  Боевой состав Советской Армии на 1 октября 1942 г. (russisch) –  (Seite nicht mehr abrufbar. Suche in Webarchiven)
3. ↑  Grigori Fedotowitsch Kriwoschejew: Grif Sekretnost sniat. Moskau 1993.